# Albert Costa
Albert Costa Casals (ur. 25 czerwca 1975 w Lleidzie) – hiszpański tenisista, zwycięzca French Open 2002 w grze pojedynczej, brązowy medalista olimpijski w grze podwójnej z Sydney (2000), zdobywca Pucharu Davisa.
Na początku kariery używał imienia "Alberto".
Jest żonaty z Cristiną Venturą. Wieloletni związek, z którego ma córki–bliźniaczki Claudię i Almę (ur. w kwietniu 2001 roku), potwierdził ślubem w czerwcu 2002 roku, kilka dni po wielkoszlemowym triumfie na kortach im. Rolanda Garrosa. Świadkiem na ślubie Costy był jego przyjaciel, pokonany przez niego w półfinale French Open Àlex Corretja.
Z Albertem Costą nie jest spokrewniony inny tenisista hiszpański o tym nazwisku, Carlos Costa.

## Kariera tenisowa
Treningi tenisowe rozpoczął w wieku 5 lat. Był czołowym juniorem świata, w 1993 roku wygrywając turniej Orange Bowl oraz będąc w finale French Open.
Jako zawodowy tenisista Costa występował w latach 1993–2006.
W 1995 roku wyeliminował na turnieju French Open byłego mistrza imprezy, Jima Couriera, a z Thomasem Musterem zagrał pięciosetowy mecz. Zrewanżował się Musterowi kilka miesięcy później w finale turnieju w Kitzbühel, gdzie odniósł swoje pierwsze turniejowe zwycięstwo rangi ATP World Tour.
W 1996 roku Costa wygrał kolejne 3 turnieje, był w finale w Monte Carlo (pokonał m.in. Marcelo Ríosa i Andre Agassiego, przegrał z Thomasem Musterem), po raz pierwszy znalazł się w czołowej "dwudziestce" rankingu, a rok zakończył na pozycji nr 13.
W sezonie 1997 Hiszpan dotarł do ćwierćfinału Australian Open (przegrał w 5 setach z późniejszym zwycięzcą Pete'em Samprasem), wygrał turnieje w Barcelonie i Marbelli, przyczynił się do zdobycia przez Hiszpanię Drużynowego Pucharu Świata (pozostał w tej imprezie niepokonany). W kwietniu 1997 osiągnął pozycję nr 9. w rankingu ATP.
W 1998 roku Costa wygrał turnieje w Hamburgu i Kitzbühel, był w finale w Rzymie i Bournemouth. Jako rezerwowy wystąpił w turnieju ATP World Tour World Championships.
W 1999 roku triumfował w zawodach w Estoril, Gstaad i ponownie w Kitzbühel.
W 2000 roku tenisista hiszpański po raz pierwszy od kilku lat nie zdołał wygrać żadnego turnieju, był natomiast w ćwierćfinale French Open (pokonał m.in. Thomasa Enqvista i Lleytona Hewitta, przegrał z Franco Squillarim). Osiągnął także sukcesy jako reprezentant kraju – w parze z Àlexem Corretją zdobył brązowy medal w deblu na igrzyskach olimpijskich w Sydney, a późną jesienią przyczynił się do pierwszego triumfu Hiszpanii w Pucharze Davisa.
Po nieco słabszym sezonie 2001 (finał w Kitzbühel przegrany z Nicolásem Lapenttim i 4 runda US Open) doczekał się wielkiego sukcesu w 2002 roku. Do turnieju French Open nie przystępował jako faworyt, klasyfikowany dopiero na 22. miejscu rankingu światowego. Costa pokonał w drodze do finału m.in. trzykrotnego triumfatora imprezy Gustavo Kuertena, Guillermo Cañasa i w półfinale Àlexa Corretję. W finale okazał się lepszy od Juana Carlosa Ferrero, wygrywając 6:1, 6:0, 4:6, 6:3. Wygrana dała mu awans na najwyższą pozycję w karierze – nr 6. Był także w finałach w Barcelonie (przegrał z Gastónem Gaudio) i Amersfoort (przegrał z Juanem Ignacio Chelą). Po raz drugi w karierze wystąpił w turnieju Tennis Masters Cup, jako trzeci Hiszpan obok Carlosa Moyi i Juana Carlosa Ferrero.
Nie udało mu się obronić tytułu na French Open w 2003 roku. Doszedł wówczas do półfinału, wygrywając 4 z 5 spotkań w 5 setach (m.in. z Radkiem Štěpánkiem, Nicolásem Lapenttim i Tommym Robredo). Odpadł po porażce z Juanem Carlosem Ferrero, który został zwycięzcą całego turnieju. W marcu 2003 roku Costa był także w półfinale imprezy w Miami, gdzie pokonał takich graczy jak Nicolás Massú, Roger Federer i Guillermo Coria, a przegrał z Andre Agassim.
Słabsze sezony 2004 i 2005 sprawiły, że zaczął zastanawiać się nad zakończeniem kariery sportowej. Początkowo zamierzał zakończyć występy jesienią 2005 roku, ostatecznie jednak kontynuował grę do 2006 roku. Podczas sezonu 2005 odniósł zwycięstwo deblowe w Ad-Dausze wspólnie z Rafaelem Nadalem.
Albert Costa jest zawodnikiem praworęcznym, wyróżniającym się klasycznym, jednoręcznym bekhendem. W reprezentacji w Pucharze Davisa debiutował w kwietniu 1996 roku, wygrał 11 meczów, a 8 przegrał. Miał znaczący udział w zdobyciu trofeum w 2000 roku (w 1 rundzie pokonał Davide Sanguinettiego, w ćwierćfinale Jewgienija Kafielnikowa, w półfinale Todda Martina. W finale przegrał z Lleytonem Hewittem, a do meczu z Patrickiem Rafterem nie doszło, ponieważ Hiszpanie zapewnili sobie już prowadzenie 3:1), zabrakło go natomiast w składzie ekipy hiszpańskiej w 2004 roku, kiedy ponownie zdobyła tytuł.
W grudniu 2008 roku objął funkcję kapitana reprezentacji Hiszpanii w Pucharze Davisa, zastępując Emilio Sáncheza.

### Finały w turniejach ATP World Tour
| Legenda                                      |
| -------------------------------------------- |
| Wielki Szlem                                 |
| Igrzyska olimpijskie                         |
| Tennis Masters Cup / ATP Finals              |
| ATP Masters Series / ATP Tour Masters 1000   |
| ATP International Series Gold / ATP Tour 500 |
| ATP International Series / ATP Tour 250      |

#### Gra pojedyncza (12–9)
| Końcowy wynik | Nr  | Data             | Turniej            | Nawierzchnia | Przeciwnik          | Wynik finału               |
| ------------- | --- | ---------------- | ------------------ | ------------ | ------------------- | -------------------------- |
| Finalista     | 1.  | 26 marca 1995    | Casablanca         | Ceglana      | Gilbert Schaller    | 4:6, 2:6                   |
| Finalista     | 2.  | 9 kwietnia 1995  | Estoril            | Ceglana      | Thomas Muster       | 4:6, 2:6                   |
| Zwycięzca     | 1.  | 6 sierpnia 1995  | Kitzbühel          | Ceglana      | Thomas Muster       | 4:6, 6:4, 7:6(3), 2:6, 6:4 |
| Finalista     | 3.  | 18 lutego 1996   | Dubaj              | Twarda       | Goran Ivanišević    | 4:6, 3:6                   |
| Finalista     | 4.  | 28 kwietnia 1996 | Monte Carlo        | Ceglana      | Thomas Muster       | 3:6, 7:5, 6:4, 3:6, 2:6    |
| Zwycięzca     | 2.  | 14 lipca 1996    | Gstaad             | Ceglana      | Félix Mantilla      | 4:6, 7:6(2), 6:1, 6:0      |
| Zwycięzca     | 3.  | 11 sierpnia 1996 | San Marino         | Ceglana      | Félix Mantilla      | 7:6(7), 6:3                |
| Zwycięzca     | 4.  | 15 września 1996 | Bournemouth        | Ceglana      | Marc-Kevin Goellner | 6:7(4), 6:2, 6:2           |
| Zwycięzca     | 5.  | 20 kwietnia 1997 | Barcelona          | Ceglana      | Albert Portas       | 7:5, 6:4, 6:4              |
| Zwycięzca     | 6.  | 14 września 1997 | Walencja           | Ceglana      | Alberto Berasategui | 6:3, 6:2                   |
| Zwycięzca     | 7.  | 10 maja 1998     | Hamburg            | Ceglana      | Àlex Corretja       | 6:2, 6:0, 1:0 krecz        |
| Finalista     | 5.  | 17 maja 1998     | Rzym               | Ceglana      | Marcelo Ríos        | walkower                   |
| Zwycięzca     | 8.  | 2 sierpnia 1998  | Kitzbühel          | Ceglana      | Andrea Gaudenzi     | 6:2, 1:6, 6:2, 3:6, 6:1    |
| Finalista     | 6.  | 20 września 1998 | Bournemouth        | Ceglana      | Félix Mantilla      | 3:6, 5:7                   |
| Zwycięzca     | 9.  | 11 kwietnia 1999 | Estoril            | Ceglana      | Todd Martin         | 7:6(4), 2:6, 6:3           |
| Zwycięzca     | 10. | 11 lipca 1999    | Gstaad             | Ceglana      | Nicolás Lapentti    | 7:6(4), 6:3, 6:4           |
| Zwycięzca     | 11. | 1 sierpnia 1999  | Kitzbühel          | Ceglana      | Fernando Vicente    | 7:5, 6:2, 6:7(5), 7:6(4)   |
| Finalista     | 7.  | 29 lipca 2001    | Kitzbühel          | Ceglana      | Nicolás Lapentti    | 6:1, 4:6, 5:7, 5:7         |
| Finalista     | 8.  | 28 kwietnia 2002 | Barcelona          | Ceglana      | Gastón Gaudio       | 4:6, 0:6, 2:6              |
| Zwycięzca     | 12. | 8 czerwca 2002   | French Open, Paryż | Ceglana      | Juan Carlos Ferrero | 6:1, 6:0, 4:6, 6:3         |
| Finalista     | 9.  | 21 lipca 2002    | Amersfoort         | Ceglana      | Juan Ignacio Chela  | 1:6, 6:7(4)                |

#### Gra podwójna (1–0)
| Końcowy wynik | Nr | Data            | Turniej  | Nawierzchnia | Partner      | Przeciwnicy                | Wynik finału  |
| ------------- | -- | --------------- | -------- | ------------ | ------------ | -------------------------- | ------------- |
| Zwycięzca     | 1. | 8 stycznia 2005 | Ad-Dauha | Twarda       | Rafael Nadal | Michaił Jużny Andrei Pavel | 6:3, 4:6, 6:3 |